# Wiaczesław Bachiriew
Wiaczesław Wasiljewicz Bachiriew (ros. Вячеслав Васильевич Бахирев, ur. 4 września?/17 września 1916 we wsi Dudorowo w guberni włodzimierskiej, zm. 2 stycznia 1991 w Moskwie) – radziecki inżynier, działacz partyjny i państwowy, minister budowy maszyn ZSRR (1968–1987), Bohater Pracy Socjalistycznej (1976).

## Życiorys
Od 1930 mieszkał w Kowrowie, gdzie pracował w fabryce, od 1933 kształcił się w moskiewskim technikum kolejowym, w 1941 ukończył studia na Wydziale Mechaniczno-Matematycznym Moskiewskiego Uniwersytetu Państwowego. Po powrocie do Kowrowa był inżynierem konstruktorem, później był szefem biura produkcji lotnictwa wojskowego, następnie zastępcą szefa biura konstruktorskiego nr 2. Od jesieni 1950 pracował w Fabryce nr 575, od września 1954 pracował w fabryce im. Diegtariewa jako główny inżynier i zastępca dyrektora, a od 1960 dyrektor, od marca 1965 I wiceminister przemysłu obronnego ZSRR. Od lutego 1968 do czerwca 1987 minister budowy maszyn ZSRR, doktor nauk technicznych, w latach 1971–1989 członek KC KPZR, od czerwca 1987 na emeryturze. Deputowany do Rady Najwyższej ZSRR od VI do XI kadencji.

## Odznaczenia
- Medal Sierp i Młot Bohatera Pracy Socjalistycznej (16 września 1976)
- Order Lenina (czterokrotnie – 28 lipca 1966, 25 października 1971, 16 września 1976 i 8 sierpnia 1986)
- Order Rewolucji Październikowej (10 marca 1981)
- Order „Znak Honoru” (6 marca 1962)

I medale.